# 格兰马草属
格兰马草属（学名：Bouteloua）是禾本科下的一个属，为多年生（有时一年生）草本植物。该属共有约40种，分布于美洲。

## 下属物种
- 垂穗草 Bouteloua curtipendula (Michx.) Torr.
- 格兰马草 Bouteloua gracilis (H. B. K.) Lag.. ex Steud